# Sverdrup (Einheit)
Sverdrup ist eine bei Meeresströmungen gebräuchliche Maßeinheit für Volumenströme in der Ozeanografie. Sie wurde nach dem norwegischen Ozeanografen Harald Ulrik Sverdrup benannt und bezeichnet das Volumen des transportierten Wassers pro Zeit.

## Definition und Beispiele
Ein Sverdrup ist definiert als:
{\displaystyle 1\,{\rm {Sv}}=10^{6}\,{\frac {\rm {m^{3}}}{\rm {s}}}}
Dies entspricht einem Volumenstrom von 1 Milliarde Litern pro Sekunde. Gleichbedeutend ist auch die Vorstellung, dass durch eine (lotrechte) Fläche von 1 km × 1 km ein gleichmäßiger Strom mit einer Geschwindigkeit von {\textstyle 1\,{\frac {\rm {m}}{\rm {s}}}}, also 3,6 km/h, fließt.
Einige Beispiele für Meeresströmungen sind:
- Verschiedene Studien kommen für den Azorenstrom auf Werte von 10 Sv bis 12 Sv, wobei vereinzelt auch höhere Werte auftreten können.[2]

- Der Golfstrom steigert seinen Volumenstrom von ca. 30 Sv am Floridastrom bis zu 150 Sv bei 55° West.[3]

- Der Agulhasstrom besitzt einen Volumenstrom von ca. 70 Sv, wobei auch leicht höhere Werte bis hin zu 85 Sv gemessen wurden.[4]

## Geschichte
In den 1950ern und Anfang der 1960er Jahre wurde erwogen, die Beringstraße einzudämmen, um den Einfluss von Wasser aus dem Pazifik in den Arktischen Ozean zu begrenzen. Im Zuge der Erforschung der dortigen Meeresströmungen empfand der kanadische Ozeanograf Maxwell Dunbar die immer wieder auftretende Einheit von Millionen Kubikmetern pro Sekunde als sperrig und schlug für diesen Volumenstrom eine neue Einheit vor, benannt zu Ehren des norwegischen Ozeanografen Sverdrup. 1 Sv entspricht dabei etwa der Wasserströmung vom Pazifischen in den Arktischen Ozean durch die Beringstraße.

## Sonstiges
Das Einheitenzeichen „Sv“ steht auch für die SI-Einheit der Äquivalentdosis, das Sievert. Die Gefahr von Verwechslungen ist gering, da die Einheiten in sehr unterschiedlichen Fachbereichen verwendet werden.